# Unter Feinden
Unter Feinden ist ein deutscher Kriminalfilm, der nach dem gleichnamigen Roman von Georg M. Oswald im Auftrag des ZDF gedreht und erstmals am 15. November 2013 auf ARTE ausgestrahlt wurde. Die Hauptrollen spielen Nicholas Ofczarek und Fritz Karl als das Ermittlerduo Diller und Kessel, Birgit Minichmayr als Krankenschwester und Ehefrau von Diller sowie Melika Foroutan als Staatsanwältin Soraya Nazari. Ab 2015 erschienen unter dem Titel Zum Sterben zu früh ein Prequel, 2018 mit Reich oder tot und 2021 mit Alles auf Rot Fortsetzungen, wobei für Alles auf Rot der Ausgang der Handlung leicht abgeändert wurde und somit nicht nahtlos zu diesem ersten Film passt. Für alle Filme zeichnete Lars Becker als Regisseur und Drehbuchautor verantwortlich.

## Handlung
Nach längerem Aufenthalt in einer Entzugsklinik ist Hauptkommissar Erich Kessel zurück im Polizeidienst. Gemeinsam mit seinem Kollegen Mario Diller observiert er ein Restaurant, in dem gemäß Angabe einer Zeugin der mit internationalem Haftbefehl gesuchte Kriegsverbrecher Idris Maher regelmäßig verkehren soll.
Während Diller bei dieser Observation in einem benachbarten Kiosk einen Einkauf erledigt, möchte Kessel die Gelegenheit nutzen, um sich mit Heroin einzudecken. Aus seiner früheren Tätigkeit als Drogenfahnder hat er ein Gespür für Drogendealer und spricht daher die auf einem gegenüber gelegenen Basketballplatz herumeifernden jugendlichen Migranten an. Weil diese ihn sofort als Polizisten enttarnen, lehnen sie einen Deal ab. Kessel zieht seine Pistole, um seiner Forderung Nachdruck zu verleihen und befindet sich fortan in einer brenzligen Situation. Als Diller zurück zum Auto kommt und die Situation erfasst, eilt er Kessel zu Hilfe und zieht ebenfalls seine Dienstwaffe. Gemeinsam steigen sie ins Auto und fahren davon. Amir Aslan aus der Bande versucht, ihnen den Weg abzuschneiden und baut sich mit einem Baseballschläger vor dem herannahenden Renault Laguna auf der Straße auf. In seiner Panik gibt Kessel Gas und fährt Amir über den Haufen. Diller dreht durch und sorgt zumindest dafür, dass die beiden den Schwerverletzten in einem Krankenhaus abliefern. Dort arbeitet ausgerechnet Dillers Frau Maren.
Bei der folgenden Observation des Restaurants gelingt die Festnahme Mahers, der jedoch eine andere Identität vorgibt und im Besitz gefälschter Ausweispapiere auf den Namen Salem Younes ist. Doch die Zeugin Layla Sharif kann ihn ebenso eindeutig identifizieren wie der Gefängnisinsasse Walid Schukri, der Maher mit einer Gabel angreift und gerade noch rechtzeitig vom Wachpersonal zurückgehalten werden kann.
Kurz vor dem Haftprüfungstermin gegen Maher sucht sein angeblicher Neffe, der sich Ali Younes nennt, Kessel auf und legt ihm fünftausend Euro als erste Rate auf den Tisch, falls er dafür sorgt, dass Layla Sharif nicht gegen seinen „Onkel“ aussagt. Für den Fall von dessen Freilassung verspricht er eine weitere Zahlung. Tatsächlich gelingt es Kessel, Layla vom Gerichtstermin abzuhalten, doch damit ist die Sache noch nicht erledigt, weil die Staatsanwältin einen 48-stündigen Aufschub erwirkt, um die Zeugin doch noch aufzutreiben. Ali Younes sucht Kessel erneut auf und entführt Layla, die sich zu dieser Zeit in seiner Wohnung aufhält.
Kurze Zeit später erhalten die beiden Hauptkommissare die telefonische Mitteilung, dass sie in den Kofferraum eines Mercedes sehen sollen. Dort finden sie die ermordete Layla vor, und Diller ist über die Mitschuld seines Kollegen hieran derart erbost, dass er Kessel verprügelt und auf ihn eintritt.
Als Maher mangels Beweisen entlassen werden soll, wird er auf dem Gefängnishof von Schukri angegriffen, der ihm mit einer an einer Zahnbürste befestigten Rasierklinge die Kehle aufschlitzt. Währenddessen sucht der Vater des inzwischen verstorbenen Amir Aslan Kessel auf und erschießt ihn. Anschließend fährt er zu Diller und stellt sich.

## Kritiken
„Herausragend gespielter Polizeifilm, in dem zwei Hamburger Kommissare einen libyschen Folterer jagen – nach dem gleichnamigen Roman von Georg M. Oswald.“

„Ermittler am eigenen Abgrund: Lars Beckers rauer Polizeifilm ‚Unter Feinden‘ ist eine Perle im Krimi-Einerlei. Das ZDF zeigt damit am Montagabend einen gelungenen, bis in die kleinsten Nebenrollen stimmig besetzten Schmutzkrimi, der sich von all den ‚Tatorten‘ und Schweden-Krimis abhebt.“